# Corus cretaceus
Corus cretaceus là một loài bọ cánh cứng trong họ Cerambycidae.